# KS-1
Die KS-1 (russisch КС-1 , von крылатый снаряд, wörtl. geflügeltes Geschoss, NATO-Codename AS-1 Kennel) ist eine sowjetische Kurzstrecken-Luft-Schiff-Lenkwaffe. Trägerflugzeug war anfangs die Tupolew Tu-4 und später die Tupolew Tu-16.

## Entwicklung
Die Entwicklung begann 1947 zusammen mit der des ähnlichen Boden-Boden-Flugkörpers S-2 Sopka (NATO-Codename: SS-C-2B Samlet). Beide wurden vom MiG-15-Kampfflugzeug abgeleitet und unter dem Codenamen „Komet“ entwickelt.
Die KS-1 war für den Einsatz gegen Überwasserschiffe bestimmt. Sie war im Grunde eine maßstäblich verkleinerte MiG-15 ohne Cockpit und Fahrgestell. Die Navigation erfolgte durch ein Trägheitsnavigationssystem (INS) in der Marsch- und einen halb-aktiven Radar in der Endanflugphase. Als Gefechtskopf diente ein 600 Kilogramm schwerer hochexplosiver panzerbrechender Sprengkopf.
Die KS-1 wurde vermutlich ab 1955 in Dienst gestellt und zuerst an der Tu-4 und später an der Tu-16KS an zwei Unterflügelpylonen getragen. Der Flugkörper wurde auch nach Ägypten und Indonesien exportiert.
Die KS-1 wurden ab 1966 durch die KSR-2 ersetzt. Die letzten KS-1 wurden 1969 ausgemustert.